# شهر ویران (فیلم)
شهر ویران (به انگلیسی: Broken City) فیلم تریلر جنایی آمریکایی با بازی مارک والبرگ، راسل کرو، کاترین زیتا جونز، جفری رایت، بری پپر، کایل چندلر و ناتالی مارتینز است. این فیلم توسط آلن هیوز کارگردانی و توسط برایان توکر نوشته شده‌است. والبرگ در نقش یک افسر پلیس ظاهر شده که تبدیل به کاراگاه خصوصی می‌شود و کرو در نقش شهردار نیویورک سیتی ظاهر شده که کاراگاه خصوصی برای در نظر داشتن همسرش انتخاب می‌کند.